# Inwokacja

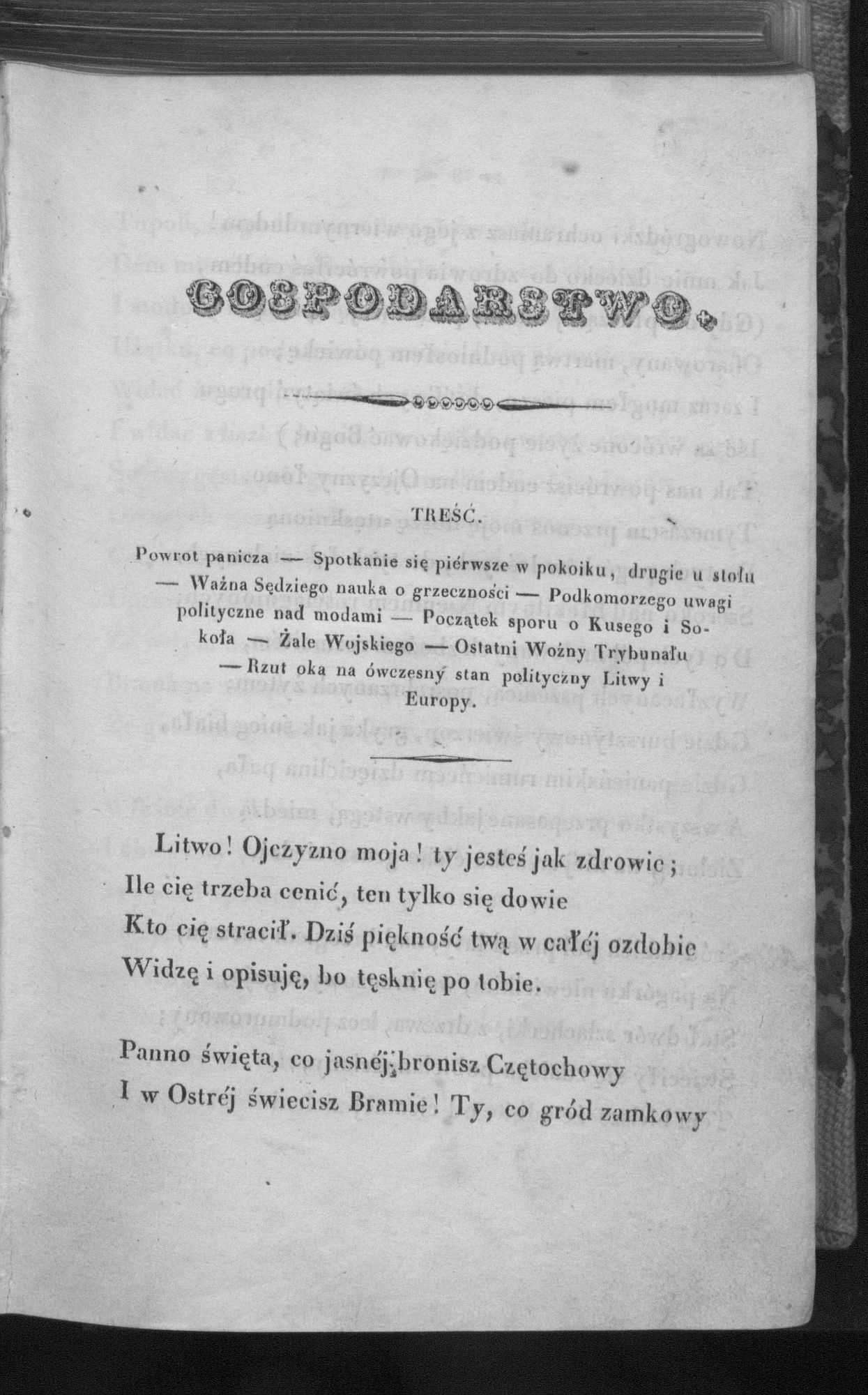
Inwokacja otwierająca Pana Tadeusza, pierwodruk wydania z 1834

Inwokacja (łac. invocatio – wezwanie) – rozbudowana apostrofa otwierająca utwór literacki (zazwyczaj poemat epicki), w której zwykle autor zwraca się do muzy, bóstwa lub duchowego patrona z prośbą o natchnienie, pomoc w tworzeniu dzieła.
Przez wieki (także w epoce nowożytnej) za wzorcowe uważano inwokacje otwierające Iliadę (Gniew Achilla, bogini, głoś, obfity w szkody (...), tłum. Dmochowskiego) i Odyseję (Muzo! Męża wyśpiewaj, co święty gród Troi / Zburzywszy, długo błądził i w tułaczce swojej (...), tłum. Lucjana Siemieńskiego). Inwokacja stała się podstawowym środkiem stylistycznym otwierającym eposy. W średniowieczu zastąpiono bóstwa greckie symbolami chrześcijańskimi, a inwokacja rozpoczynała już nie tylko eposy bohaterskie, ale także krótsze utwory, dialogi etc. Przykładami mogą być np.: Rozmowa Mistrza Polikarpa ze Śmiercią (Gospodzinie Wszechmogący, / Nade wszystko stworzenie większy, / Pomoży mi to działo złożyć, / Bych je mógł pilnie wyłożyć, / Ku Twej fały rozmnożeniu, / Ku ludzkiemu polepszeniu!) i wiersz Słoty o chlebowym stole (Gospodnie, da mi to wiedzieć, / Bych mógł o tem co powiedzieć, / O chlebowem stole!). W okresie renesansu chrześcijańskie symbole zostały zastąpione muzami (np. Jana Kochanowskiego Muza), a w baroku były to najczęściej zwroty do Matki Boskiej. Z kolei w poematach heroikomicznych przyjmowały formę parodii inwokacji eposów bohaterskich (np. początek Antymonachomachii Ignacego Krasickiego).
W literaturze polskiej najbardziej znaną inwokacją jest początek Pana Tadeusza Adama Mickiewicza. Autor początkowo kieruje słowa do ojczystej ziemi, następnie przechodzi do prośby skierowanej do Matki Boskiej o cud powrotu do ojczyzny.